# Zbigniew Bielański
Zbigniew Bernardyn Antoni Bielański (Firlej Bielański) (ur. 20 maja 1897 w Wygnance Dolnej, zm. 29 listopada 1938 w Brześciu) – major intendent z wyższymi studiami wojskowymi Wojska Polskiego, działacz niepodległościowy, doktor prawa.

## Życiorys
Urodził się 20 maja 1897 w Wygnance Dolnej (obecnie dzielnica Czortkowa), w ówczesnym powiecie czortkowskim Królestwa Galicji i Lodomerii, w rodzinie Jana. Miał brata.
Uczył się w Prywatnym Gimnazjum im. Juliusza Słowackiego w Czortkowie. Od 1909 należał do tamtejszego Oddziału Ćwiczebnego (tajnego skautingu).
W czasie I wojny światowej jako uczeń klasy IV wstąpił do Legionów Polskich i walczył w szeregach 1 pułku ułanów. Od 11 lutego do 31 marca 1917 był uczniem administracyjnego kursu oficerskiego 1 puł. w Ostrołęce. Był wówczas kapralem. Po kryzysie przysięgowym (lipiec 1917) przeniesiony jako obywatel austriacki do Polskiego Korpusu Posiłkowego, pełnił służbę w 2 pułku ułanów. Po bitwie pod Rarańczą (15–16 lutego 1918) został internowany w Żurawicy (22 lutego), w końcu marca lub w kwietniu zwolniony, po czym wcielony do armii austro-węgierskiej.
Od końca 1918 w Wojsku Polskim. 1 czerwca 1921 był odkomenderowany na studia we Lwowie, a jego oddziałem macierzystym był Wojskowy Okręgowy Zakład Gospodarczy we Lwowie. 3 maja 1922 został zweryfikowany w stopniu kapitana ze starszeństwem od 1 czerwca 1919 i 264. lokatą w korpusie oficerów administracji, dział gospodarczy. W 1923 był przydzielony z Okręgowego Zakładu Gospodarczego Nr VI we Lwowie do Referatu Rolnego w Departamencie VII Intendentury Ministerstwa Spraw Wojskowych w Warszawie. 1 listopada 1924, po odbyciu przedwstępnej praktyki, został przydzielony do Wyższej Szkoły Intendentury w Warszawie, w charakterze słuchacza Kursu 1924/26. W 1928 był oficerem 1. Okręgowego Szefostwa Intendentury. W 1932 służył w Kierownictwie Centralnego Zaopatrzenia Intendenckiego w Warszawie. W grudniu 1932 został przeniesiony do 20 Dywizji Piechoty w Baranowiczach na stanowisko dywizyjnego oficera intendentury. Na stopień majora został awansowany ze starszeństwem z 19 marca 1938 i 2. lokatą w korpusie oficerów intendentów, grupa intendentów z wyższymi studiami wojskowymi. Następnie pełnił służbę w Szefostwie Intendentury Dowództwa Okręgu Korpusu Nr IX w Brześciu. Zmarł 29 listopada 1938 w Brześciu. 2 grudnia 1938 został pochowany na Cmentarzu Wojskowym na Powązkach w Warszawie (kwatera A8-2-1). Osierocił córkę.

## Ordery i odznaczenia
- Krzyż Niepodległości – 7 lipca 1931 „za pracę w dziele odzyskania niepodległości”[18][19]
- Krzyż Walecznych dwukrotnie[20]
- Srebrny Krzyż Zasługi – 10 listopada 1928 „w uznaniu zasług, położonych na polu pracy w poszczególnych działach wojskowości”[21][22]
- Odznaka Pamiątkowa Więźniów Ideowych[23]